# Julie Deiters
Pour les articles homonymes, voir Deiters.
Julie Bénédicte Deiters, née le 4 septembre 1975 à Meudon, est une joueuse de hockey sur gazon néerlandaise.

## Carrière
Julie Deiters fait partie de l'équipe des Pays-Bas de hockey sur gazon féminin médaillée de bronze aux Jeux olympiques de 2000 à Sydney.